# Alexander Farnerud
Alexander Farnerud (ur. 1 maja 1984 w Landskronie) – piłkarz szwedzki grający na pozycji ofensywnego pomocnika.

## Kariera klubowa
Piłkarską karierę Farnerud rozpoczął w klubie Landskrona BoIS, w barwach której zadebiutował w 2001 roku w drugiej lidze i w tym samym roku awansował z nim do szwedzkiej ekstraklasy. W Landskronie występował przez kolejne dwa sezony, w trakcie których dobrą grą przyczynił się do uniknięcia degradacji. Przez 3 lata rozegrał dla BoIS 75 meczów i zdobył 13 bramek.
Zimą 2004 roku Farnerud za niecały milion euro przeszedł do zespołu francuskiej Ligue 1, RC Strasbourg. W jego barwach zadebiutował 10 stycznia w przegranym 2:3 meczu z EA Guingamp. W całej rundzie wiosennej zagrał w 18 meczach (głównie jako rezerwowy) i zajął z Racingiem 13. miejsce. W sezonie 2004/2005 był już zawodnikiem wyjściowej jedenastki drużyny ze Strasburga i zajął z nią 11. miejsce oraz wywalczył Puchar Ligi Francuskiej. Dużo słabszy był sezon 2005/2006, gdy RC z Farnerudem w składzie zakończył sezon na przedostatniej pozycji i został zdegradowany do Ligue 2.
Latem 2006 Farnerud zmienił barwy klubowe i za 2 miliony euro został sprzedany do niemieckiego VfB Stuttgart. W Bundeslidze zadebiutował 12 sierpnia w przegranym 0:3 meczu z 1. FC Nürnberg, jednak spisywał się na tyle słabo, że do końca sezonu wystąpił zaledwie jeszcze w 8 meczach. Nie wywalczył miejsca w składzie klubu prowadzonego przez Armina Veha i przegrywał rywalizację o miejsce na środku pomocy z Thomasem Hitzlspergerem czy Pávlem Pardo, miał więc niewielki udział w wywalczeniu mistrzostwa Niemiec. W 2008 roku zajął ze Stuttgartem 6. miejsce w lidze.
Latem 2008 Farnerud odszedł z VfB i za 800 tysięcy euro przeszedł do duńskiego klubu Brøndby IF. W Brøndby grał do końca 2010 roku, a w 2011 przeszedł do BSC Young Boys. Z kolei w 2013 roku został zawodnikiem Torino FC.
| Sezon   | Klub                   | Kraj       | Rozgrywki    | Mecze | Bramki |
| ------- | ---------------------- | ---------- | ------------ | ----- | ------ |
| 2001    | Landskrona BoIS        | Szwecja    | Superettan   | 24    | 0      |
| 2002    | Landskrona BoIS        | Szwecja    | Allsvenskan  | 25    | 8      |
| 2003    | Landskrona BoIS        | Szwecja    | Allsvenskan  | 26    | 5      |
| 2003/04 | RC Strasbourg          | Francja    | Ligue 1      | 18    | 0      |
| 2004/05 | RC Strasbourg          | Francja    | Ligue 1      | 32    | 3      |
| 2005/06 | RC Strasbourg          | Francja    | Ligue 1      | 31    | 3      |
| 2006/07 | VfB Stuttgart          | Niemcy     | Bundesliga   | 9     | 0      |
| 2006/07 | VfB Stuttgart amatorzy | Niemcy     | Regionalliga | 2     | 0      |
| 2007/08 | VfB Stuttgart          | Niemcy     | Bundesliga   | 11    | 0      |
| 2007/08 | VfB Stuttgart amatorzy | Niemcy     | Regionalliga | 2     | 1      |
| 2008/09 | Brøndby IF             | Dania      | Superligaen  | 27    | 9      |
| 2009/10 | Brøndby IF             | Dania      | Superligaen  | 29    | 6      |
| 2010/11 | Brøndby IF             | Dania      | Superligaen  | 17    | 3      |
| 2010/11 | BSC Young Boys         | Szwajcaria | Super League | 17    | 5      |
| 2011/12 | BSC Young Boys         | Szwajcaria | Super League | 31    | 5      |
| 2012/13 | BSC Young Boys         | Szwajcaria | Super League | 34    | 6      |
| 2013/14 | Torino FC              | Włochy     | Serie A      | 23    | 4      |
| 2014/15 | Torino FC              | Włochy     | Serie A      | 22    | 1      |
| 2015/16 | Torino FC              | Włochy     | Serie A      | 5     | 0      |
| 2016    | BK Häcken              | Szwecja    | Allsvenskan  | 11    | 3      |
| 2017    | BK Häcken              | Szwecja    | Allsvenskan  |       |        |

## Kariera reprezentacyjna
W swojej karierze Farnerud występował w młodzieżowej reprezentacji Szwecji U-21, dla której zagrał w 24 meczach. Natomiast w pierwszej reprezentacji zadebiutował w 16 lutego 2003 roku w wygranym 3:2 towarzyskim spotkaniu z Katarem.

## Ciekawostki
- Alexander jest bratem Pontusa Farneruda, reprezentanta Szwecji i zawodnika takich klubów jak Landskrona BoIS, AS Monaco, RC Strasbourg czy Sportingu.